# Smaragdové jezírko
Smaragdové jezírko nebo Plešivecké jezírko je jezírko na dně bývalého kamenolomu na severním svahu hory Plešivec v Brdech. Nachází se v katastrálním území Radouš jižně od obce Lhotka v okrese Beroun ve Středočeském kraji v Česku. Leží v nadmořské výšce 470 m. Má rozlohu 0,083 ha. Je 40 m dlouhé a 30 m široké.

## Okolí
Okolí jezírka je zarostlé smíšeným lesem.

## Vodní režim
Jezero nemá povrchový přítok ani odtok. Je napájeno pramenem, jehož vydatnost ve druhé polovině 20. století postupně klesala. Zároveň se voda stala kalnější. Leží v povodí Chumavy.

## Přístup
- po  žluté turistické značce
  - z Lhotky,
  - z Běštína,
- po  zelené turistické značce
  - od železniční zastávky z Rejkovic přes vrchol Plešivce.

## Legenda
Podle legendy se v jezírku ukrývá hadí královna. Ta se zjevuje jako mladá panna se smaragdovýma očima a naříká. Kdo ji spatří nebo zaslechne její štkaní, tomu to přinese neštěstí.